# Sabellidae
Sabellidae Latreille, 1825 è una famiglia di anellidi policheti sedentari marini.

## Tassonomia
La famiglia Sabellidae al febbraio 2023 comprende le seguenti due sottofamiglie più una terza accettata come sinonimo:
- Myxicolinae Rioja, 1923
- Sabellinae Chamberlin, 1919

- Fabricinae Rioja, 1923 accettato come Fabriciidae Rioja, 1923